# 杵藤地区広域市町村圏組合
杵藤地区広域市町村圏組合（きとうちくこういきしちょうそんけんくみあい）は、佐賀県武雄市、鹿島市、嬉野市、杵島郡大町町、江北町、白石町及び藤津郡太良町の3市4町が設立している一部事務組合。

## 概要

### 事務局

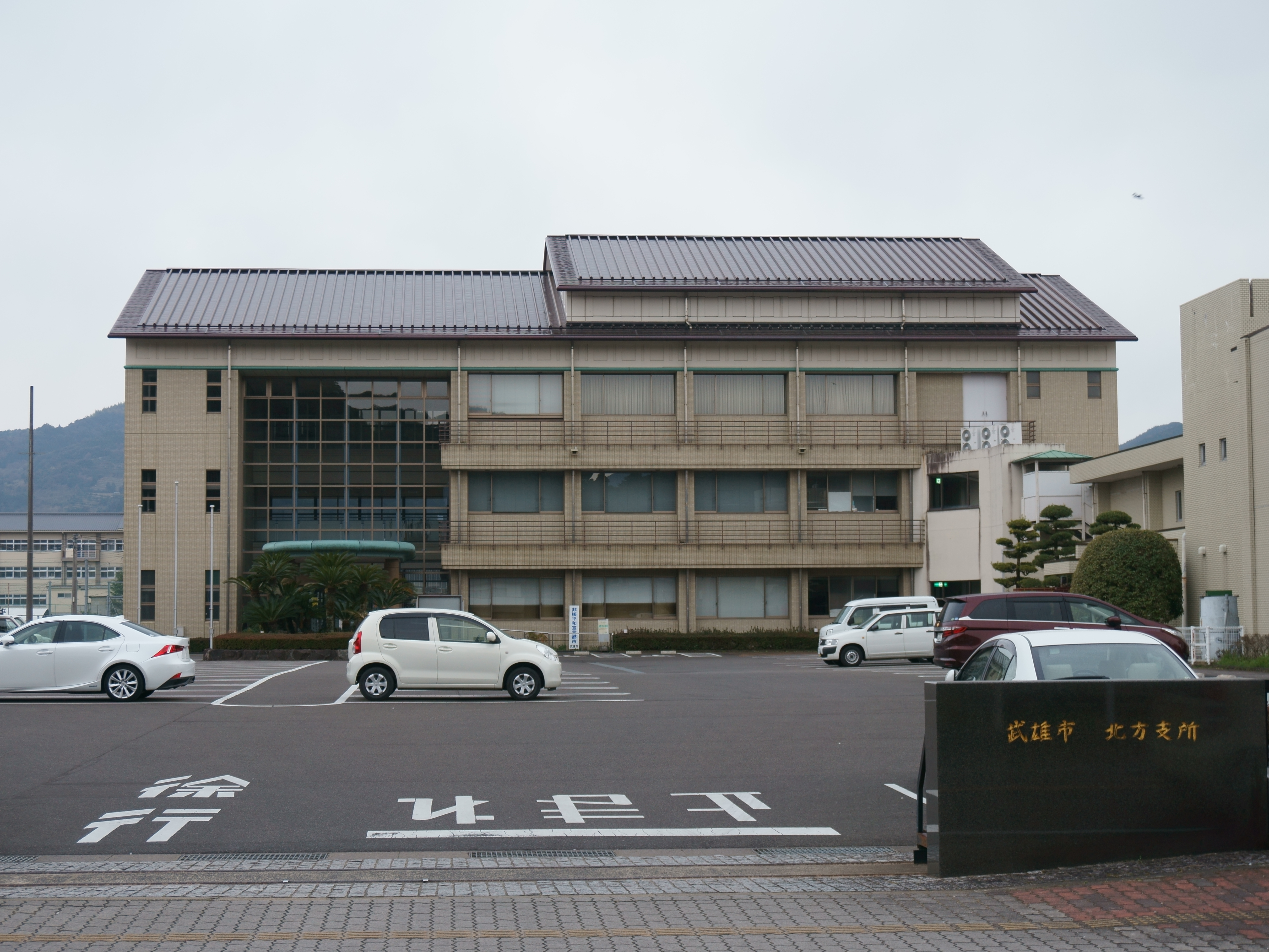
事務局

- 武雄市北方町大字志久1557番地1（旧武雄市役所北方支所）

### 主な事務内容
- ふるさと市町村圏計画の策定及び管理並びに連絡調整に関すること。
- 杵藤ごみ処理センターの設置及び管理運営に関すること。
- 杵藤葬斎公園の設置及び管理運営に関すること。
- 介護保険事業に関すること。
- 障害者総合支援審査会(障害者の日常生活及び社会生活を総合的に支援するための法律(平成17年法律第123号)第15条に規定する市町村審査会をいう。)の設置及び運営に関すること。
- 消防事務(消防団に関する事務並びに消防水利施設の設置及び維持管理に関する事務を除く。)に関すること。
- 杵藤電子計算センターの設置及び管理運営(戸籍事務に係る中央処理装置の管理を含む。)に関すること。
- 杵藤視聴覚センターの設置及び管理運営に関すること。
- ふるさと市町村圏計画に基づく、ふるさと市町村圏の振興整備のための事業に関すること。

### 組織
- 組合議会
  - 議員定数：17人（関係市町の議会において議員のなかから選挙された者1人(市にあっては2人)及び関係市町の長をもってあてる。）
- 執行機関
  - 管理者：1人（組合の議会において関係市町の長のうちからこれを選挙する。）
  - 副管理者：1人（組合の議会において関係市町の長のうちからこれを選挙する。）
  - 会計管理者：1名（武雄市会計管理者の職にある者をもって充て、管理者がこれを任命する。）
  - 監査委員：2人（管理者が議会の同意を得て組合議員及び識見を有する者のうちから各1人を選任する。）

## 常備消防事務

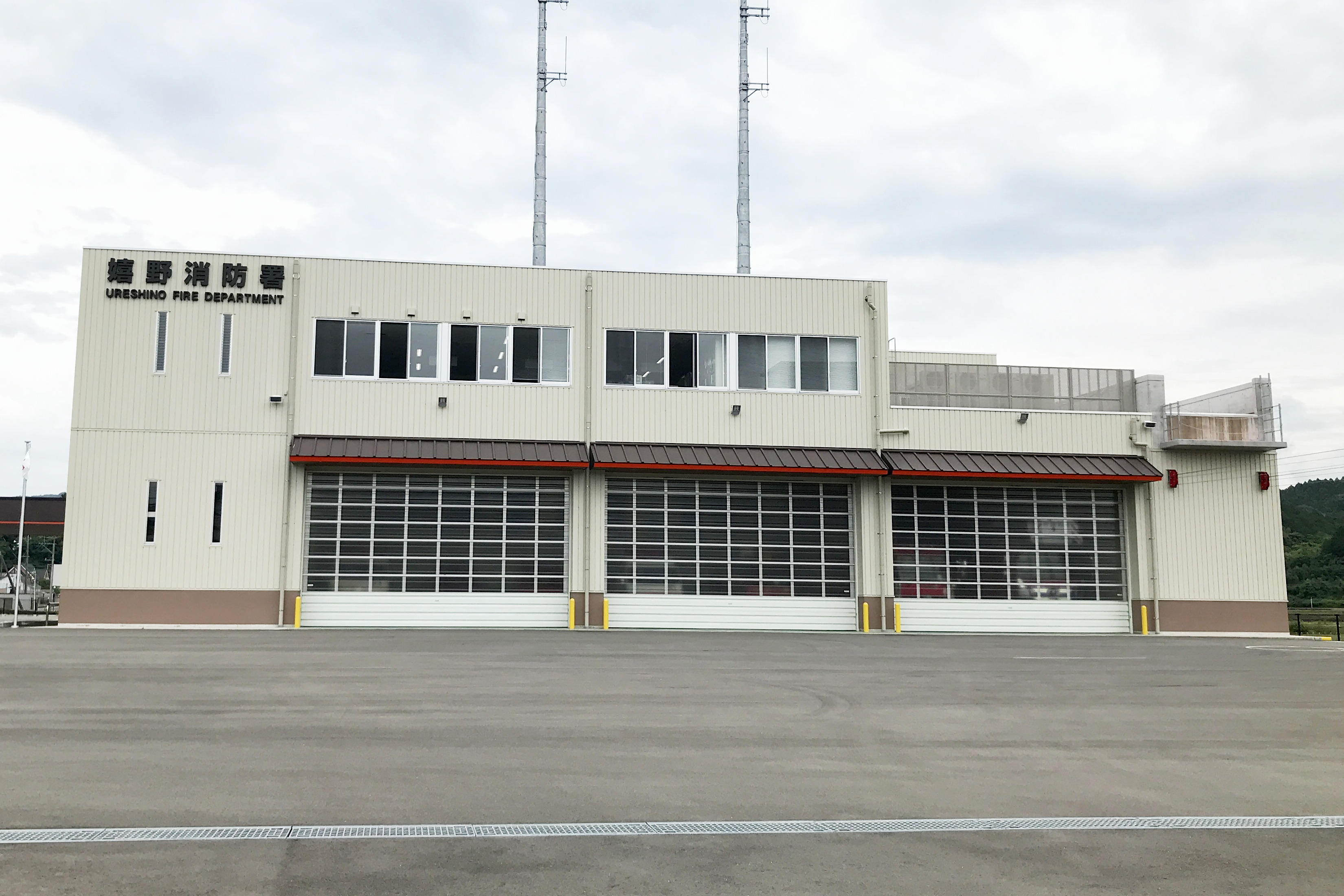
嬉野消防署

### 概要
- 消防本部：武雄市武雄町大字富岡12634番地1
- 管内面積：643.78km2
- 職員数：211人
- 消防署4カ所、分署3カ所
- 主力機械（2020年4月1日現在）
  - 消防ポンプ自動車：4
  - 水槽付消防ポンプ自動車：8（内予備車1）
  - はしご付消防自動車：1
  - 屈折はしご付消防自動車：1
  - 救助工作車：1
  - 救急自動車：9（内予備車2）
  - 指令・指揮車：5
  - 査察・広報車：6
  - その他車両等：9

### 沿革
- 1963年10月1日 鹿島市消防本部を設置する。
- 1964年
  - 4月1日 武雄市消防本部を設置する。
  - 10月1日 鹿島市消防署を設置する。
- 1965年4月1日 武雄市消防署を設置する。
- 1969年1月16日 武雄市消防署が救急業務を開始する。
- 1970年
  - 1月1日 嬉野町消防本部及び嬉野町消防署を設置する。
  - 2月16日 鹿島市消防本部が救急業務を開始する。
- 1971年4月1日 嬉野町消防本部が救急業務を開始する。
- 1973年4月1日 杵藤地区広域市町村圏組合消防本部が発足する。

### 組織
- 本部 - 総務課、予防課、警防課、通信指令課
- 消防署

### 消防署
| 消防署     | 住所                           | 分署                                |
| ---------- | ------------------------------ | ----------------------------------- |
| 鹿島消防署 | 鹿島市大字中村1575番地         | 太良：藤津郡太良町糸岐1039番地11    |
| 武雄消防署 | 武雄市武雄町大字富岡12634番地1 | 山内：武雄市山内町大字大野7676番地2 |
| 嬉野消防署 | 嬉野市嬉野町大字下宿乙1297番地 | なし                                |
| 白石消防署 | 杵島郡白石町大字東郷2000番地14 | 大町：杵島郡大町町大字福母295番地7  |